# 司馬煥
司馬焕（317年—319年1月14日），字耀祖。晉朝宗室，晉元帝司馬睿之子，母為郑阿春。晋简文帝同母兄。

## 生平
母郑阿春有宠，元帝特所钟爱。初继元帝弟长乐亭侯司马浑，后封显义亭侯。尚书令刁协奏：“昔魏临淄侯以邢颙为家丞，刘桢为庶子。今侯幼弱，宜选明德。”晋元帝下令：“临淄万户封，又植少有美才，能同游田苏者。今晚生矇弱，何论于此！间封此兒，不以宠稚子也。亡弟当应继嗣，不获已耳。家丞、庶子，足以摄祠祭而已，岂宜屈贤才以受无用乎！”大兴元年（318年），司马焕疾笃，司马睿为之撤膳废食，下诏封为琅邪王，嗣恭王司马觐后，不久去世，在任不足三天，年二岁，谥号悼（琅邪悼王）。
晋元帝悼念无已，将葬，以司马焕既封列国，加以成人之礼，诏立凶门柏历，备吉凶仪服，营起陵园，功役甚众。

## 后事
永昌元年（322年），立司马焕母弟司马昱为琅邪王，即简文帝。咸和二年（327年），司马昱徙封会稽王，以司马岳（晋康帝）为琅邪王。晋康帝即位，司马丕（晋哀帝）为琅邪王。晋哀帝即位，晋废帝为琅邪王。晋废帝即位，又以司马昱（简文帝）摄行琅邪王国祀。简文帝登阼，国遂无嗣。简文帝临崩，封少子司马道子为琅邪王。太元十七年（392年），司马道子为会稽王，更以司马德文（晋恭帝）为琅邪王。晋恭帝即位，于是琅邪国除。
2003年，在山东省临沂市发现司马焕的墓葬，同时合葬的还有司马焕冥婚的妻子，和其兄的儿子琅邪哀王司马安国。